# 가미모리오카역
가미모리오카역(일본어: 上盛岡駅)은 일본 이와테현 모리오카시에 위치한 동일본 여객철도 야마다 선의 철도역이다. 단선 승강장 1면 1선의 구조를 갖춘 지상역이다.

## 역 주변
- 이와테 현청
- 모리오카 세무서
- 이와테 대학

## 역사
- 1923년 10월 10일 : 개업.
- 1982년 11월 15일 : 열차 교환 설비 철거, 모리오카 역으로부터의 직원 파견으로 전환.
- 1987년 4월 1일 : 일본국유철도 분할 민영화에 의해, 동일본 여객철도가 승계.
- 1998년 4월 1일 : 무인화.

## 인접 역
| 동일본 여객철도 야마다 선 | 동일본 여객철도 야마다 선 | 동일본 여객철도 야마다 선 |
| ------------------------- | ------------------------- | ------------------------- |
| 모리오카 모리오카 방면    | ■ 야마다 선               | 야마기시 가마이시 방면    |